# Amphitrité
Amphitrité volt a tengerek királynője a görög mitológiában. Neve azt jelenti, hogy ő a harmadik, aki körbeöleli a tengert.

## Története
A mondavilágban Ókeanosz és Téthüsz leányaként, vagy Néreusz és Dórisz gyermekeként említik. Amikor Poszeidón, a tengerek istene feleségül kérte, Amphitrité ellenkezett, és elkeseredésében belevetette magát az Atlanti-óceánba. Ám egy delfin megmentette, és elvitte őt Poszeidónhoz, aki feleségül vette. Hálából Poszeidón a csillagképek közé helyezte el a delfint. Fiuk is született, akit Tritónnak neveztek el, és félig ember, félig hal sellőistenség lett. Amphitritét gyakran ábrázolták együtt férjével, vagy egy tengeri teremtmény által húzott szekéren, vagy egyszerűen csak ezen lény hátán lovagolva.